# Radovan Zagović
Radovan Zagović (cyr. Радован Зоговић; ur. 19 sierpnia 1907 w Mašnicy, zm. 4 stycznia 1986 w Belgradzie) – czarnogórski poeta, krytyk literacki, tłumacz, polityk i nauczyciel.

## Życiorys
Pracował jako krytyk literacki i licealny nauczyciel. W trakcie II wojny światowej był członkiem antyfaszystowskiej partyzantki. Był kierownikiem wydziału propagandy Komunistycznej Partii Jugosławii. Redagował elementy komunistycznego programu i dogmatyczne polemiki. Był zwolennikiem stalinizmu, w związku z czym w 1949 roku po kryzysie jugosłowiańskim został pozbawiony wszystkich funkcji politycznych.
W swej twórczości szczególną uwagę poświęcał kwestiom społecznym. W późniejszym okresie skupiał się na tematyce młodości, losu i upływu czasu. W 1968 roku opublikowano zbiór jego opowiadań Pejsaži i nešto se dešava. Przekładał także twórczość Władimira Majakowskiego i Maksima Gorkiego z języka rosyjskiego.

## Wybrane dzieła
(opracowano na podstawie materiału źródłowego)
- Plameni golubovi (1937)
- Prkosne strofe (1947)
- Na poprištu (1948)
- Artikulisana riječ (1965)
- Pejsaži i nešto se dešava (1968)
- Noć i pola vijeka (1978)